# Z Caeli
Z Caeli är en röd jätte och en pulserande variabel av halvregelbunden typ (SR)i stjärnbilden Gravstickeln. 
Z Caeli varierar mellan visuell magnitud +7,84 och 7,99 med en period av 52 dygn.